# Roodkoppitta
De roodkoppitta (Erythropitta arquata; ook wel Pitta arquata en Pitta acuata) is een vogelsoort uit de familie van pitta's (Pittidae).

## Kenmerken
De roodkoppitta is 15 cm lang. Deze pitta is onmiskenbaar, met een olijfgroene rug en vleugeldekveren, met op de rand van de vleugel (op de handdekveren) een lichtblauwe zoom. De kop, borst en buik zijn overwegend oranjerood. Vanaf het oog loopt een smalle streep van blauwe sierveertjes naar de nek. Op de borst loopt ook een band met veertje die blauw zijn aan het eind en de afscheiding vormen tussen de donkeroranje buik en het lichtere oranje van de keelstreek.

## Leefwijze
Hoewel de dieren kunnen vliegen, geven ze er doorgaans de voorkeur aan om op de grond te blijven. Hun voedsel vinden ze op bosbodem en bestaat uit ongewervelde dieren zoals insecten en slakken maar ook wel kleine hagedissen.

## Verspreiding en leefgebied

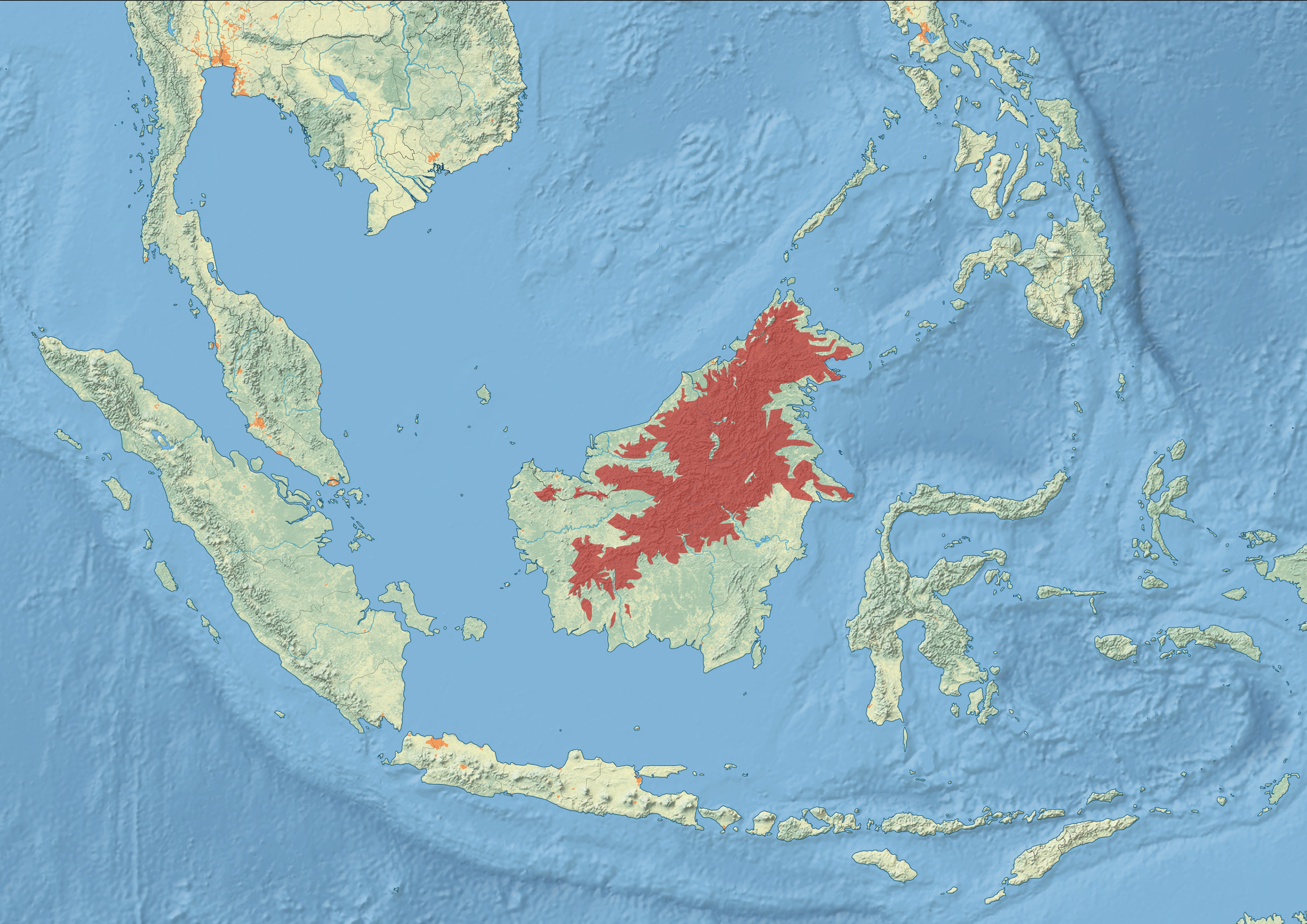
Kaart

De roodkoppitta is endemisch op het eiland Borneo (Kalimantan, Sarawak, Brunei en Sabah).
Het leefgebied van de roodkoppitta bestaat uit heuvelland met primair en secondair tropische bos, met een voorkeur voor ondergroei met bamboe, soms op vrij geringe hoogte, tussen de 150 en 285 m boven de zeespiegel. In Sarawak zijn waarnemingen op hellingen tussen de 600 en 1500 m en ook in Sabah huist de roodkoppitta aan de voet van de bergketens tussen deze deelstaat en Kalimantan.
De roodkoppitta is in Sabah zeldzamer dan andere soorten pitta's, niet echt algemeen in Sarawak en nogal zeldzaam in Kalimantan.

## Status
De grootte van de populatie is niet gekwantificeerd. Er is geen aanleiding om te veronderstellen dat de aantallen dalen, daarom staat de roodkoppitta als niet bedreigd op de Rode Lijst van de IUCN.